# Gentiana angustifolia
Gentiana angustifolia är en gentianaväxtart. Gentiana angustifolia ingår i släktet gentianor, och familjen gentianaväxter.

## Underarter
Arten delas in i följande underarter:
- G. a. angustifolia
- G. a. corbariensis